# Olof Arrhenius

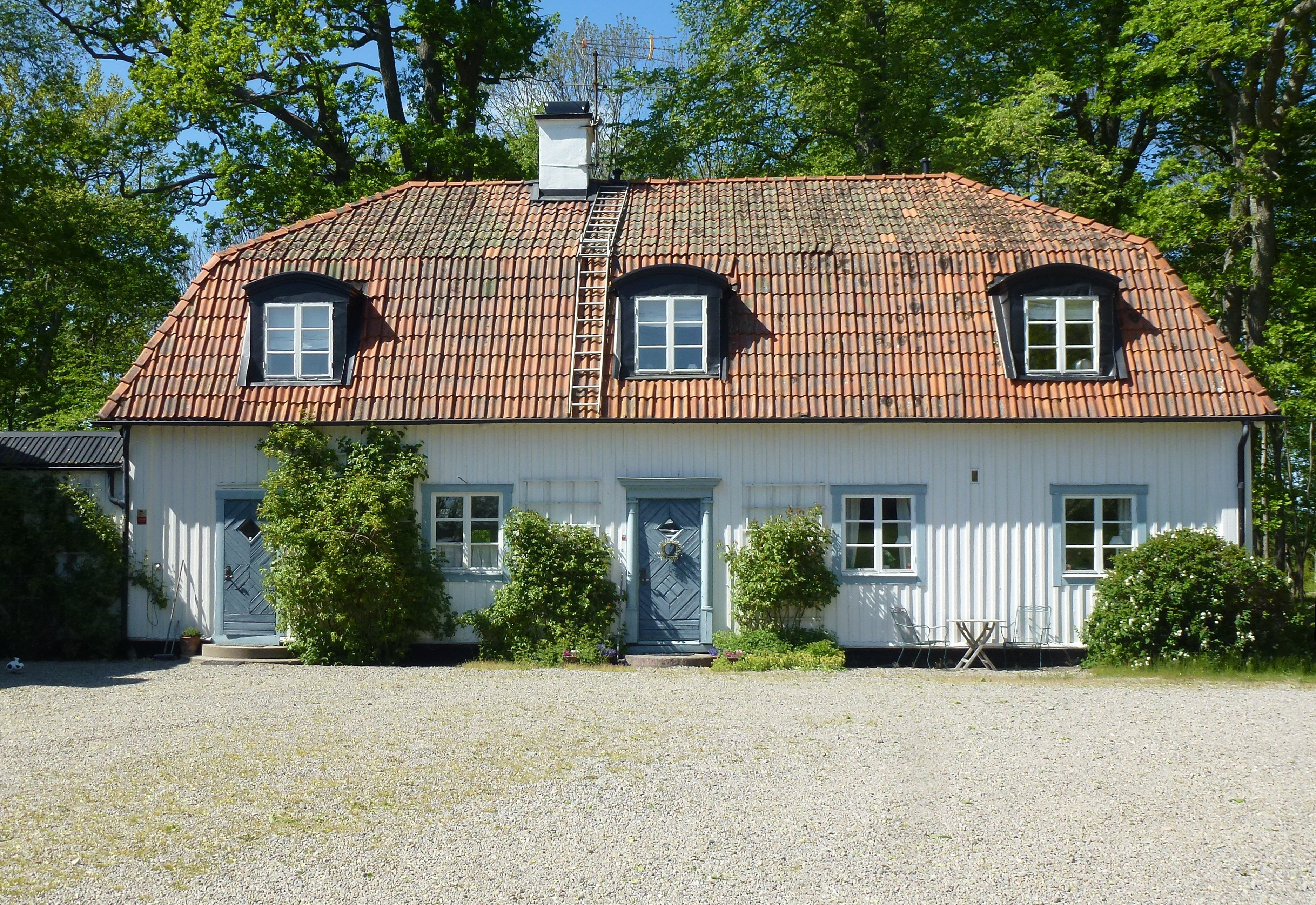
Kagghamra gård.

Olof "Olle" Wilhelm Arrhenius, född 2 november 1895 i Kungsholms församling, Stockholms stad, död 8 maj 1977 i Grödinge församling, Stockholms län, var en svensk biokemist. Han var son till Nobelpristagaren Svante Arrhenius och hans första hustru Sofia Rudbeck samt far till Gustaf Arrhenius och Anna Horn af Rantzien.

## Liv och verk
Olof Arrhenius blev filosofie doktor 1920 i Stockholm. Till yrket var han botanist och lantbrukskemist. Åren 1920–1926 var han assistent i lantbruksbotanik vid Centralanstalten för försöksväsendet på jordbruksområdet som då låg på experimentalfältet i Stockholm. År 1925 köpte han Kagghamra gård i Grödinge. Åren 1926–1928 tjänstgjorde han som markbiolog vid holländska provstationen för sockerindustrier på Java. Efter detta sysslade han, vid sidan om skötseln av Kagghamra gård, med privatforskning. Han studerade ekologiska faktorer och variationer, samt arbetade med studier av åkermarkens fosforhalt. 
Arrhenius var en hängiven hembygdsforskare, med främsta intressen kring botanik och arkeologi. Hans kunnande inom arkeologin och det markkemiska området ledde till den enastående upptäckten av den värdefulla fosfatmetoden som varit till stor hjälp när man försöker spåra och ange läget för forntida boplatser. Metoden utarbetade han i det nedlagda fattighuset som låg på Kagghamras ägor. Han experimenterade även med olika former av träimpregnering, där träet värmdes upp med hjälp av överhettad ånga och sedan sänktes ned i en arseniklösning. 
År 1941 donerade Arrhenius mark vid Grindsjön till det som blev Militärfysiska institutet. Den 11 september 1943 grundade han Grödinge hembygdsförening. Han invaldes 1937 som korresponderande ledamot av Vitterhetsakademien och invaldes 1946 som ledamot av Lantbruksakademien. Olof Arrhenius väg vid Totalförsvarets forskningsinstitut intill Grindsjön är uppkallad efter honom.
Olof Arrhenius är begravd på Gamla kyrkogården i Grödinge församling.